# Chamaecrista incurvata
Chamaecrista incurvata är en ärtväxtart som först beskrevs av George Bentham, och fick sitt nu gällande namn av Howard Samuel Irwin och Rupert Charles Barneby. Chamaecrista incurvata ingår i släktet Chamaecrista och familjen ärtväxter.

## Underarter
Arten delas in i följande underarter:
- C. i. incurvata
- C. i. zanclodes